# محمد قاسم (لاعب كرة قدم مواليد 1995)
محمد قاسم هو لاعب كرة قدم سعودي محترف، يلعب في مركز ظهير أيسر في نادي النصر   ومنتخب السعودية لكرة القدم كظهير أيسر. وكان اللاعب قد وقع عقد احتراف مع نادي الاتحاد مقابل 2.8 مليون ريال سعودي لمدة 4 سنوات، وعلى مبلغ سنوي يقدر بـ700 ألف ريال للموسم الواحد.
لعب سابقاً في نادي الاتحاد و نادي الفيحاء و نادي الفيصلي والان في القادسيه

## روابط خارجية
- محمد قاسم على موقع قاعدة بيانات كرة القدم.إي يو (الإنجليزية)
- محمد قاسم على موقع Soccerway.com (الإنجليزية)